# Länsväg 269
De Zweedse weg 269 (Zweeds: Länsväg 269) is een provinciale weg in de provincie Stockholms län in Zweden en is circa 12 kilometer lang.

## Plaatsen langs de weg
- Bro

## Knooppunten
- E bij Bro (begin)
- Länsväg 263 (einde)